# Нижнє Каршлі
Нижнє Каршлі (рос. Нижний Каршли) — село Акушинського району, Дагестану Росії. Входить до складу муніципального утворення Сільрада Кассагумахинська.
Населення — 81 (2010).

## Населення
За даними перепису населення 2002 року в селі мешкало 60 осіб. У тому числі 22 (36,67 %) чоловіка та 38 (63,33 %) жінок.
Переважна більшість мешканців — даргинці (100 % від усіх мешканців). У селі переважає сирхинсько-тантинська мова.